# Erkemederstrand

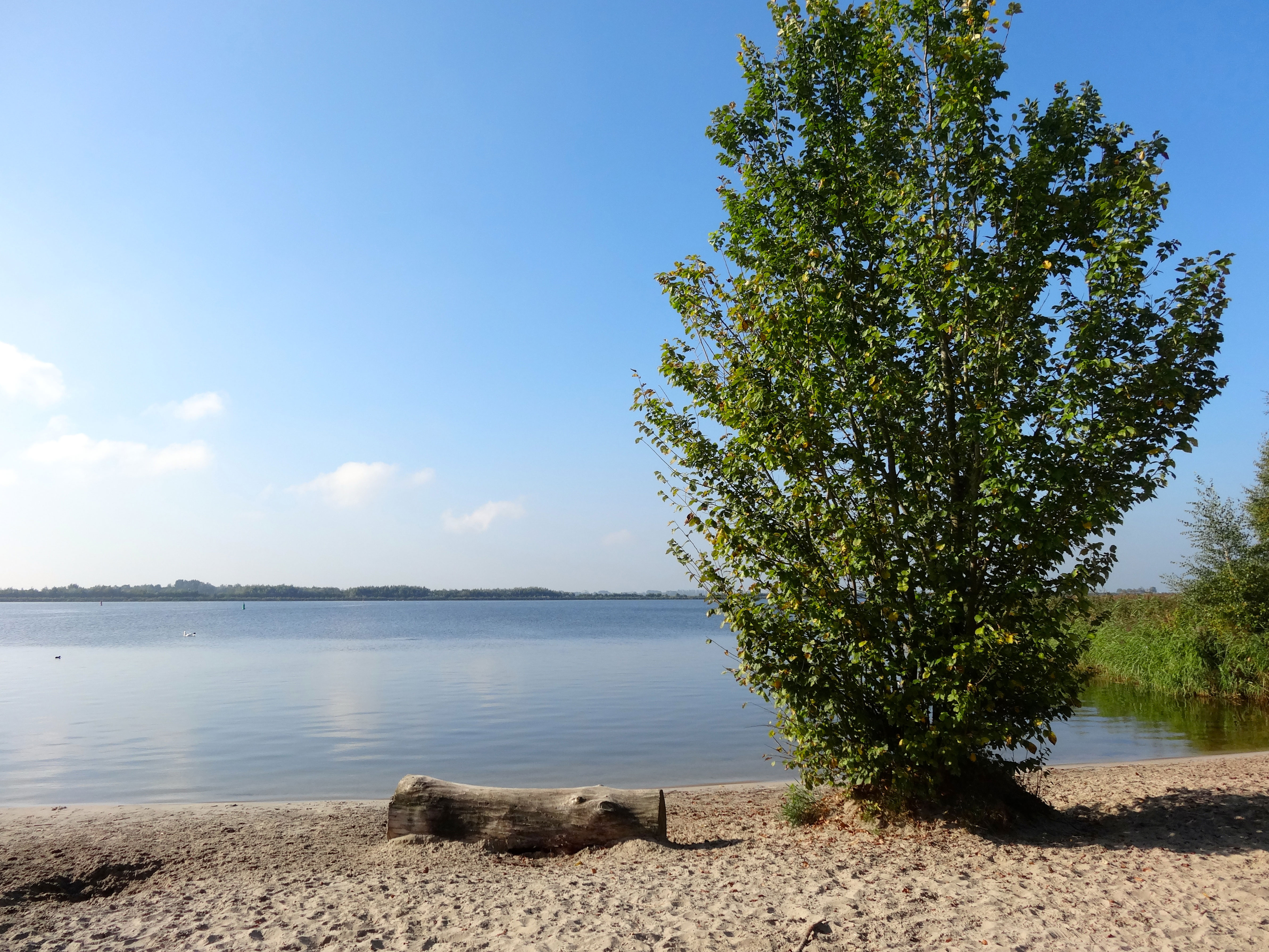
Erkemederstrand aan het Nuldernauw anno 2014

Het Erkemederstrand is een recreatiegebied langs het Nuldernauw in de gemeente Zeewolde.
Het Erkemederstrand ligt ten oosten van de Nijkerkersluis tot aan de Nulderhoek, langs een uitloper van de randmeren, het Nuldernauw. De lengte van het gebied bedraagt circa 2,5 kilometer. Een deel van het gebied is vrij toegankelijk voor loslopende honden. In het gebied bevinden zich een jachthaven, een strandpaviljoen en een bungalowpark/camping. Het gebied dient voor zowel dag- als verblijfsrecreatie. Een deel van het strand wordt gebruikt voor evenementen. Aangrenzend aan de noordoostzijde van het Erkemederstrand wordt, in het natuurgebied het Horsterwold, een landgoed voor Scouting Nederland ontwikkeld.